# De eeuwige shogun
De eeuwige shogun is het 23ste stripalbum uit de reeks Lefranc, bedacht door Jacques Martin, geschreven door Thierry Robberecht en getekend door Régric. De inkleuring werd verzorgd door Bruno Wesel.
De eerste publicatie was ook meteen het eerste album. Het album werd in april 2012 uitgegeven door uitgeverij Casterman als softcover met nummer 23 in de serie Lefranc. De eerste druk was een misdruk, doordat de laatste pagina Franstalig was. Dit werd gecorrigeerd in de tweede druk in datzelfde jaar. In 2017 volgde de derde druk.

## Het verhaal
Journalist Guy Lefranc is uitgenodigd in het keizerlijke paleis van Japan om een rapportage te maken. Japan staat vlak na de Tweede Wereldoorlog onder toezicht van de Amerikaanse autoriteiten. Lefranc wordt begeleid door Asako Katsura, wier broer Hiroshi een voorstander is van het bewaren van de Japanse tradities en tegen de Amerikaanse invloeden.
Als Lefranc een toneelvoorstelling in het paleis bijwoont en de keizerlijke collectie mag bekijken, blijkt er net ingebroken te worden, waarbij een antieke wapenuitrusting, die eigendom was van de laatste shogun, wordt gestolen door leden van de Tokugawa-clan. De shogun werd door de latere keizer van Japan met hulp van westerse troepen verslagen. In diezelfde nacht legt een nazi-onderzeeboot in het geheim aan in Japan en wordt verwelkomd door Axel Borg, waarna een geheimzinnige lading wordt gelost.
De clanleider van Tokugawa roept zijn kleinzoon Shotoku uit tot nieuwe shogun om de keizer, in zijn ogen een marionet van de Amerikaanse bezetter, van de troon te stoten. Shotoku wordt verliefd op Asako en verleidt haar.
Lefranc weet Borg op het spoor te komen en komt in contact met de Amerikaanse inlichtingendienst die hem in de gaten hield sinds de diefstal. De nazi-onderzeeboot blijkt een revolutionair vliegtuig aan boord te hebben en 65 ton kwik, die de nazi's stuurden om Japan te steunen in hun strijd. Borg weet Lefranc gevangen te nemen en toont hem twee vliegtuigen van het revolutionaire type. Het is de bedoeling Douglas MacArthur, de Amerikaanse generaal die de capitulatie van Japan accepteerde, te doden. Dit is dan het signaal om de opstand te beginnen tegen de keizer en de Amerikanen.
Een Amerikaanse agent, Nagai, heeft Lefranc gevolgd en weet hem te bevrijden. Ze willen vervolgens beide toestellen vernietigen, maar dat lukt maar met eentje voordat Borg de situatie weer meester is. Nagai weet Hiroshi te doden, waarop Shotoku de aanval wil afblazen. Borg beveelt de piloot van het tweede toestel echter op te stijgen maar dat toestel verongelukt als een hysterische Asako zich voor het toestel werpt. Shotoku pleegt seppuku.